# Jammerhörnchen
Jammerhörnchen, auch Am Jammerhörnchen, ist eine Ortslage in der bergischen Großstadt Wuppertal im Stadtteil Vohwinkel. Der Name Jammerhörnchen ist nur noch als Straßenname und nicht mehr als Ortsteil im Bewusstsein der Bevölkerung vorhanden.

## Lage und Beschreibung
Die Ortslage liegt auf einer Höhe etwa 220 m ü. NHN auf dem Haßlinghauser Rücken (Wuppertaler Nordhöhen) im Norden des Wohnquartiers Schöller-Dornap im Stadtbezirk Vohwinkel. Benachbarte Ortslagen sind An der Piep, Bück, Saurenhaus, Kirchenhöhe, Schliepershäuschen, Oberst, Schickenberg, Sandfeld, Wieden, Voßbeck, Kirchenfeld, Klein Voisberg, Radenberg und Düsselerhöhe. Schickenberg und Voßbeck, südöstlich und südwestlich von Kirchenhöhe, sind im Lauf des 20. Jahrhunderts durch den Kalksteinabbau wüst gefallen.
Jammerhörnchen liegt in der Nähe an der heutigen Landesstraße 74, an einer Kreuzung von zwei Altwegen.

## Geschichte
Der Ort lag an einem über die Höhe verlaufenden Kohlenweg, der schon auf der Topographia Ducatus Montani des Erich Philipp Ploennies aus dem Jahre 1715 verzeichnet ist. Auf der Topographischen Aufnahme der Rheinlande von 1824 ist eine Ortslage mit Jammerhorn beschriftet, auf der Preußischen Uraufnahme von 1843 mit Jammerhörnchen, die genaue Zuordnung zu einem Wohnplatz ist ungenau, da sich auf späteren Karten dort die Ortslage Kirchenhöhe befindet. Im Topographisch-statistisch-historisches Lexikon von Deutschland von 1849 ist Jammerhörnchen als ein Wohnplatz mit sechs Einwohner eingetragen.:S. 393
Gustav Piper aus Düsseldorf schreibt im Frühjahr 1880 in seinem Werk „Ueber die alten Wallburgen“:

„[…] Noch eine Höhe sei hier genannt; die trägt zwar keine jetzt noch sichtbare Spur von Wall und Graben, aber doch einen Namen, der es wahrscheinlich macht: dieselbe war in der Reihe der umliegenden Wallringe ein nützliches Verbindungsglied.
 Am Jammerhörnchen bei Düssel; südöstlich vom Dorf der höchste Punkt, nach der neuen Bezeichnung: „auf der Düsseler Höhe“. Jetzt durchgehends beackert; im zweiten Zehn dieses Jahrhunderts aber noch mehrentheils bewaldet, und damals wurde denn auch noch aus der Überlieferung der Voreltern erzählt, was der Name bedeutete.
 „Hier wohnte in alter Zeit ein Wächter, der hatte die Verpflichtung, über die umliegenden Höhen und Thäler auszuschauen und, wenn er von fernher Kriegs- oder Raubzüge merkte, dann mußte er solches durch ein langgezogenes Tuten mit dem Horn den Gemeinden ringsum kundthun, damit die Leute ihr Vieh und andere Werthsachen in den Wald flüchten und daselbst bergen konnten.“
 Von hier oben geht der Blick zuerst über das nächste Thal mit seinen alten Edelhöfen: Haus Aprath, Haus Düssel, Haus Schöller.
 Die ebenfalls tief gelegenen Edelhöfe Lüntenbeck und Hardenberg sind zwar von hier aus verdeckt; doch mochten die Töne des Jammerhorns auch dort noch wohl zu hören sein. […]“

Bis 1974 gehörte das Gebiet um Jammerhörnchen zu Wülfrath, Gemarkung Unterdüssel. Eine Straße Jammerhörnchen wurde am 14. September 1994 benannt, die kurze Stichstraße der Straße An der Piep zweigt nach Norden ab.